# 9056 Piskunov
9056 Piskunov eller 1992 EQ14 är en asteroid i huvudbältet som upptäcktes den 1 mars 1992 av UESAC vid La Silla-observatoriet. Den är uppkallad efter astronomen Nikolai Piskunov.
Asteroiden har en diameter på ungefär 5 kilometer och den tillhör asteroidgruppen Agnia.